# Acrofonia
L'acrofonia (del grec: ἄκρος — extrem i φωνή — so) és la formació de noves paraules amb les lletres inicials de les paraules en frases, quan aquestes noves paraules no són llegides pels noms en ordre alfabètic de les lletres, sinó pels seus sons. Per exemple, "amor", "amarg", i "aire" són noms acrofònics de la lletra A catalana.
L'acrofonia canònica és un sistema d'escriptura ideogràfic o pictogràfic, al qual tant el nom de la lletra i com el glif representen la mateixa cosa o concepte. Per exemple aquest seria el cas si la lletra O catalana es digués "cercle", i tingués la forma d'un cercle.
El paradigma dels alfabets acrofònics és l'alfabet protocananeu de l'edat de Bronze tardana, en el qual la lletra A, representa el so / a /, és un pictograma que mostra un bou, i es mostra un "bou" - ʾalp. L'alfabet llatí descendeix del protocananeu, i encara és possible endevinar el cap estilitzat d'un bou si la A és posada de cap per amunt. La segona lletra de l'alfabet fenici és bet (que vol dir "casa" i que s'assembla a un refugi) representant el so / b /, i a partir d'ālef-bēt s'ha format la paraula "alfabet" - un nou exemple en el qual el començament d'una cosa serveix per designar a tot l'element, el que era una pràctica molt comuna en l'antiguitat a l'Orient Pròxim.